# Gare de La Penne-sur-Huveaune
Gare de La Penne-sur-Huveaune vasútállomás Franciaországban, La Penne-sur-Huveaune településen.

## Vasútvonalak
Az állomást az alábbi vasútvonalak érintik:
- Marseille–Ventimiglia-vasútvonal

## Kapcsolódó állomások
A vasútállomáshoz az alábbi állomások vannak a legközelebb:
- Gare d’Aubagne
- Gare de Saint-Marcel
- Gare de la Barasse